# Kathedraal van Laon
De Cathédrale Notre-Dame de Laon (Nederlands: Onze-Lieve-Vrouwekathedraal van Laon) is een van de belangrijkste kathedralen van de vroege gotiek in Frankrijk in de Noord-Franse stad Laon (departement Aisne; regio Hauts-de-France), gelegen op een getuigenberg.

## Geschiedenis
De kathedraal werd gebouwd op de plaats waar al eerder kerken stonden, onder andere een Karolingische kerk die in 800 in aanwezigheid van keizer Karel de Grote werd ingewijd, en een romaanse kerk. Het huidige gebouw is een van de oudste gotische bouwwerken van het land; alleen de kathedralen van Saint-Denis en Noyon zijn ouder. De Notre-Dame van Parijs is iets jonger. De kathedraal werd tussen 1155 en 1235 gebouwd. In de 14e eeuw werden 27 kapellen toegevoegd tussen de steunberen; in de 16e en 17e eeuw werden die door muren meer afgescheiden. In dezelfde eeuw werd ook de gevel van de zuidelijke arm van de dwarsbeuk gewijzigd door het aanbrengen van twee portalen met frontalen en een hoog venster. In 1772 werd het middenportaal verhoogd om grotere processiebaldakijnen te kunnen doorlaten. In 1853 werd begonnen met een grote restauratie; de werkzaamheden duurden, mede door de schade van een ontploffing in 1870, tot 1914.

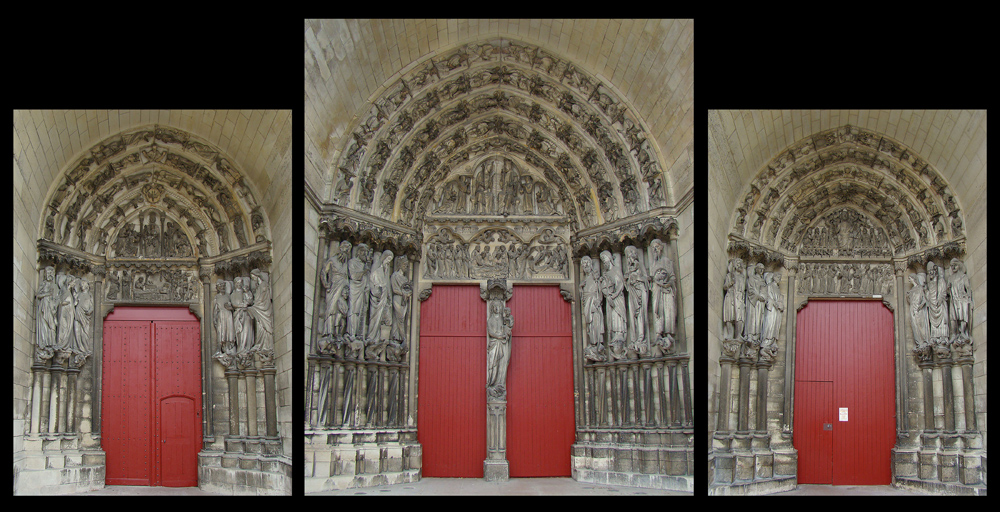
De portalen van de westgevel

De kerk heeft drie gevels met portalen, niet alleen een monumentale westgevel zoals gebruikelijk, maar ook gevels aan de noord- en zuidzijde. Tijdens de Franse Revolutie werd ook een van de oorspronkelijke zeven torens neergehaald. Een andere toren ging in de 18e eeuw bij een blikseminslag verloren. Er resteren er twee aan de voorgevel, elk één bij de zijgevels en een vijfde op de kruising van schip en transept. De hoogste is de zuidelijke Tour de l'Horloge (60,5 m). Met zijn grote aantal torens staat de kathedraal nog in de romaanse traditie (vergelijk Doornik).
De vroeggotische kathedraal van Laon heeft waarschijnlijk grote invloed gehad op de ontwikkeling van de gotiek in Frankrijk en daarbuiten.

## Het interieur van de kathedraal

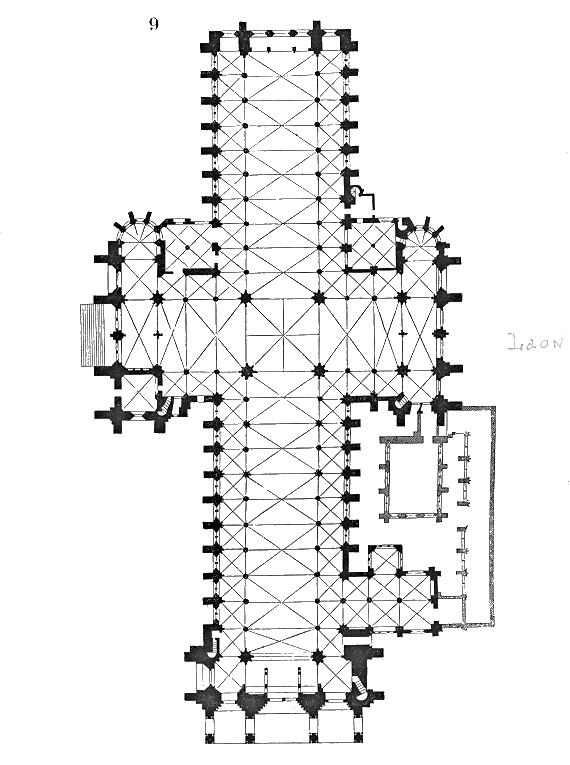
Plan van de kathedraal, door Viollet-le-Duc

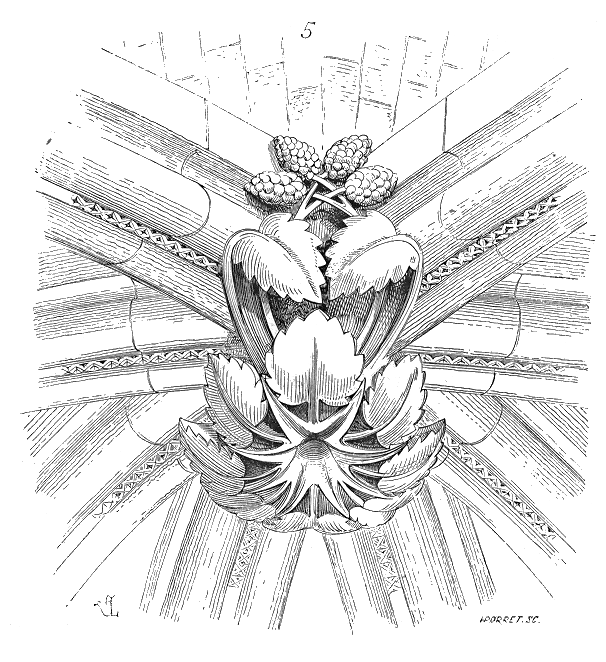
Sluitsteen van een gewelf

### Het schip
Het schip bestaat uit 11 traveeën met in zessen gedeelde gewelven (met uitzondering van de eerste travee). De opbouw is samengesteld uit arcades, tribunes, triforium en hoge vensters. De ronde pilaren zijn afwisselend van dikte: de dunnere hebben achthoekige kapitelen en ondersteunen drie ribben, de dikkere met vierkante kapitelen en dragen vijf ribben. De pilaren voor de viering zijn versterkt met vijf schalken. In de tribunes verlichten tweelingvensters de kerk. Het blinde triforium bestaat uit drielingarcades met spaarvelden. De twee zijbeuken van het middenschip hebben in vieren gedeelde gewelven. De 27 kapellen tussen de steunberen zijn toegankelijk vanuit het schip en het koor.

### De dwarsbeuk
Tijdens de bouw van de kathedraal was Laon met zijn 15000 inwoners een van de grootste steden van het toenmalige koninkrijk Frankrijk. De tussen 1170 en 1185 gebouwde dwarsbeuk valt op door zijn grootte; hij is 54 m lang en 22 m breed. Met zijn brede zijbeuken lijkt hij op een tweede kerk in de kerk. Doordat het koor later verlengd werd van drie naar tien traveeën, verdeelt de dwarsbeuk de kerk bijna in twee gelijke delen. Boven de viering verheft zich de vieringtoren met een lantaarn. Deze heeft een blind triforium met aan elke zijde twee arcades. De hoge vensters erboven dragen zeer bij tot de verlichting van de kerk. De zijbeuken van de dwarsbeuk eindigen beide in een zij-apsis.

## Galerij

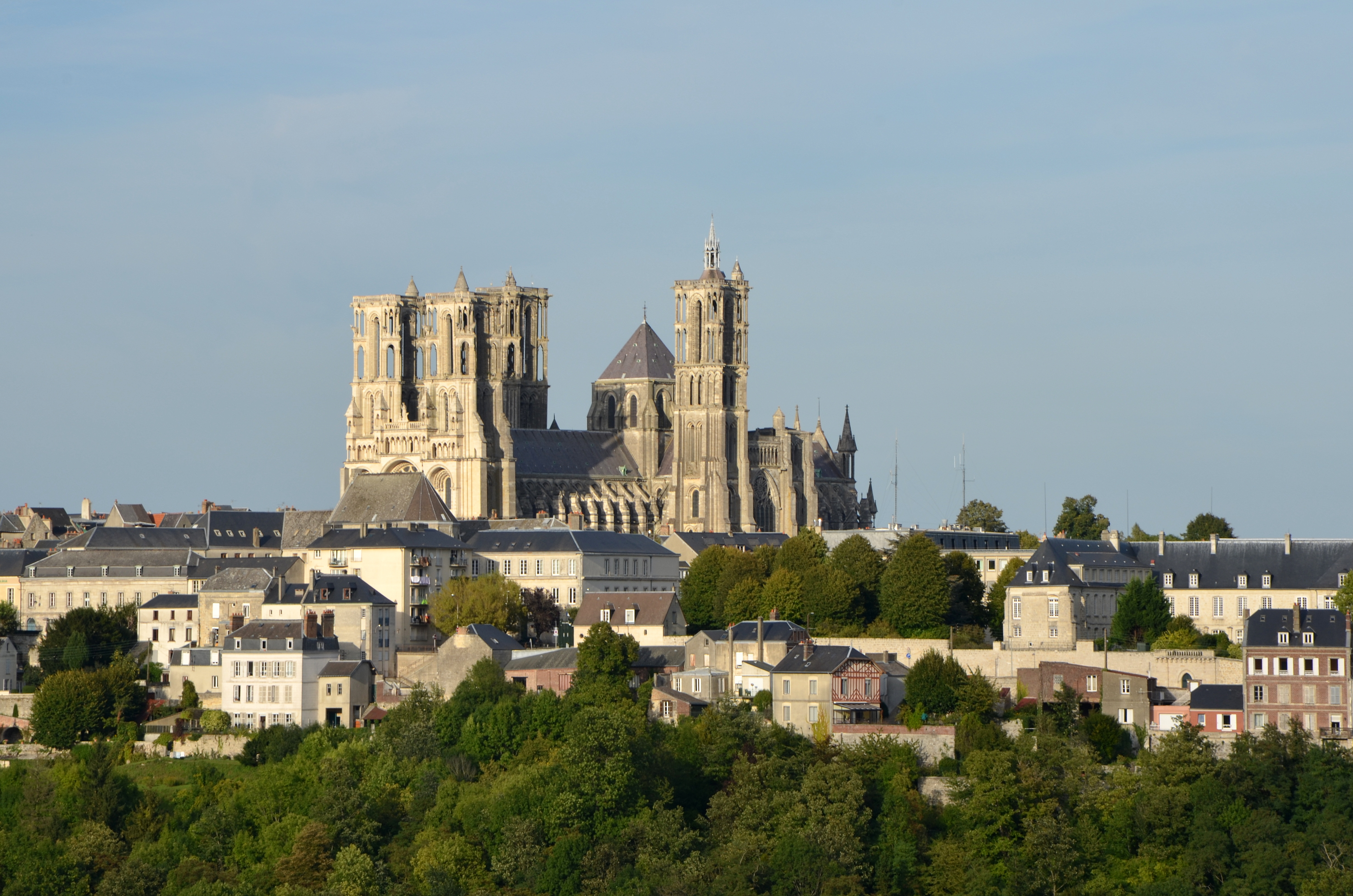
De kathedraal van Laon
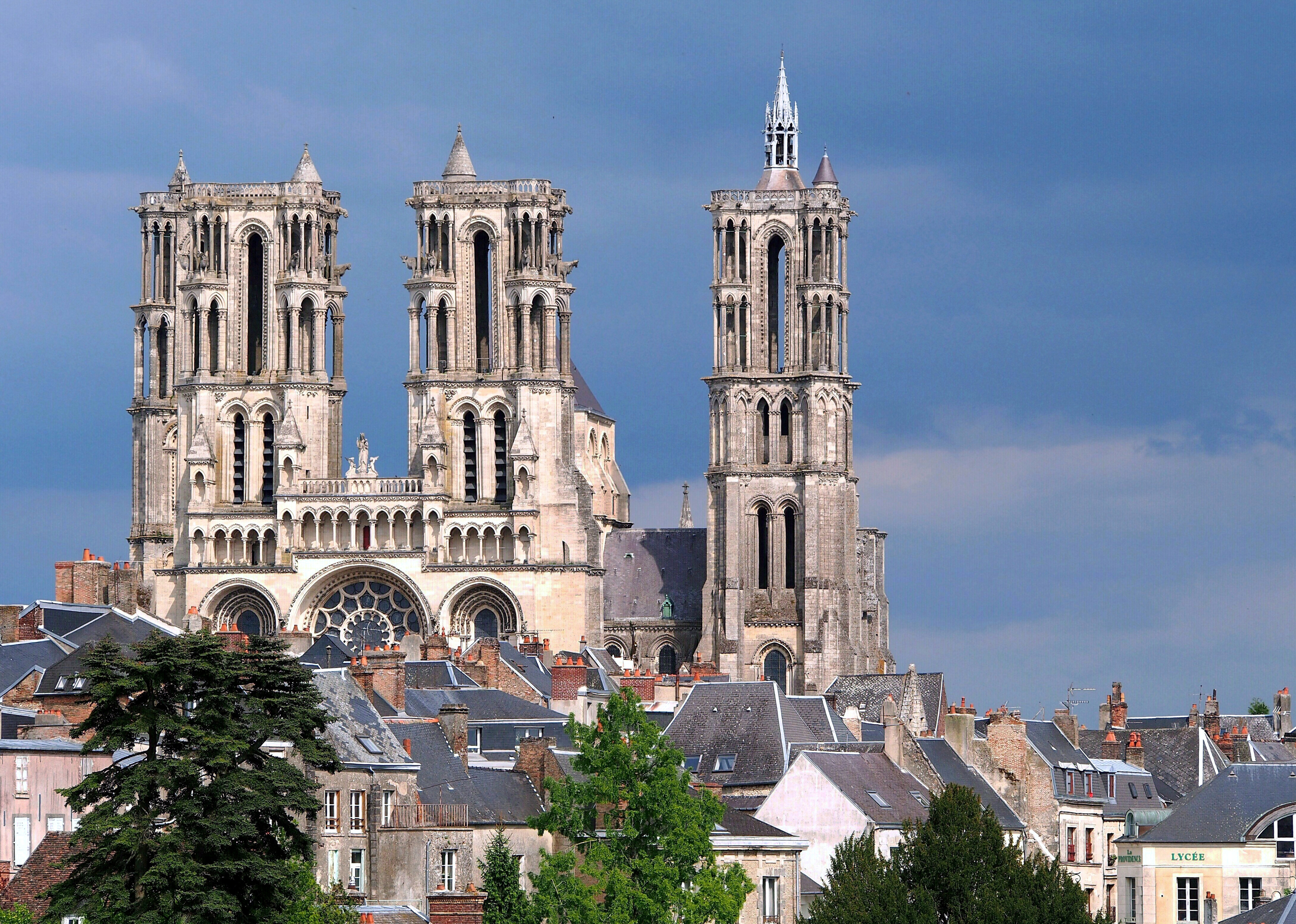
Westelijke en zuidelijke torens
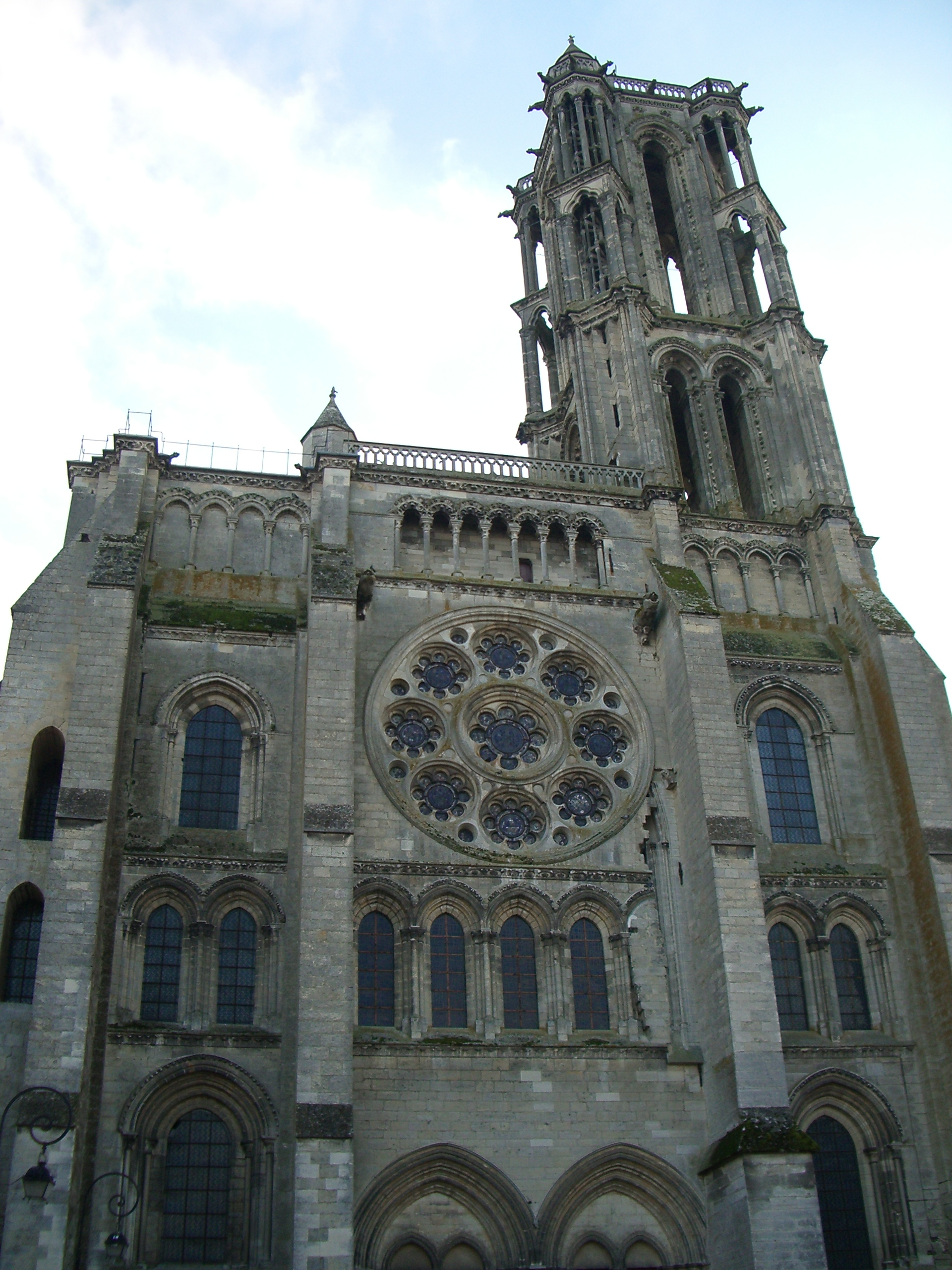
De oostelijke toren is nooit voltooid
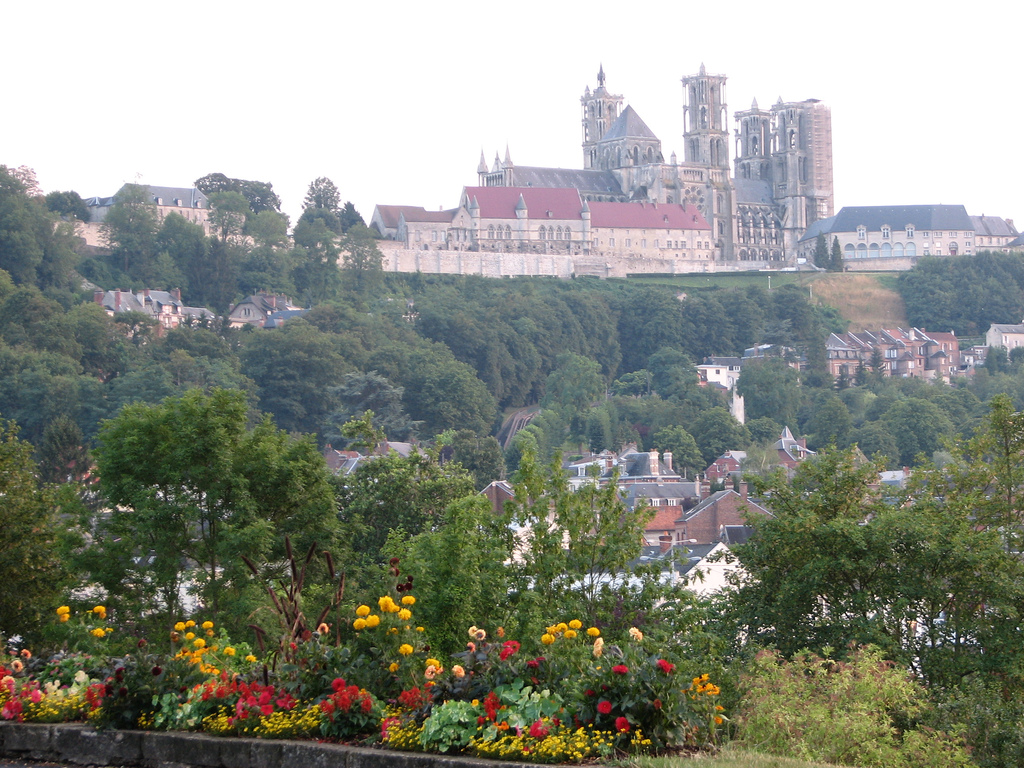
De kathedraal gezien vanuit het noorden

Waterspuwers en beeldhouwwerk
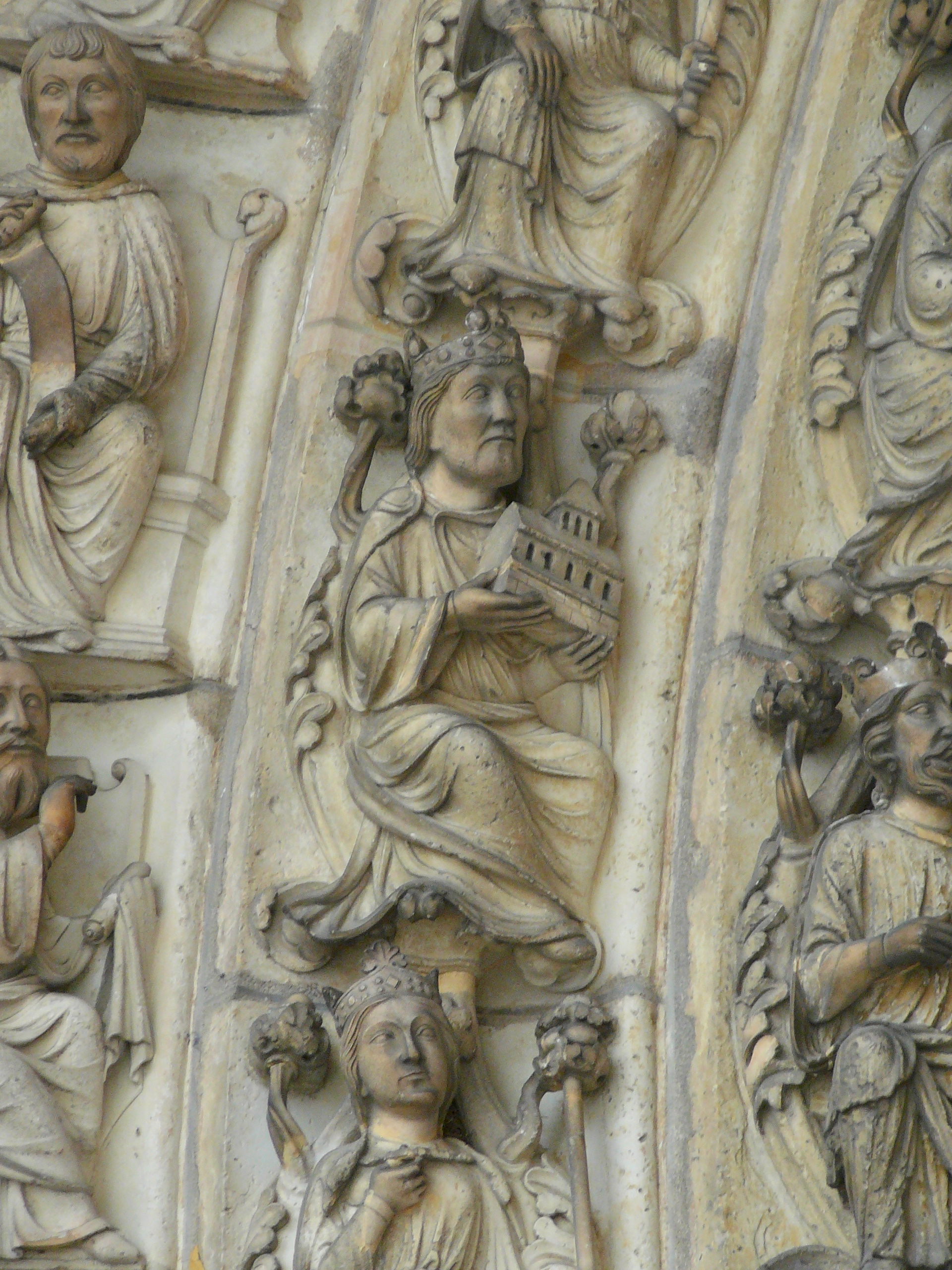
Koning Salomo met de Tempel in zijn handen. Beeld in het portaal van de kathedraal
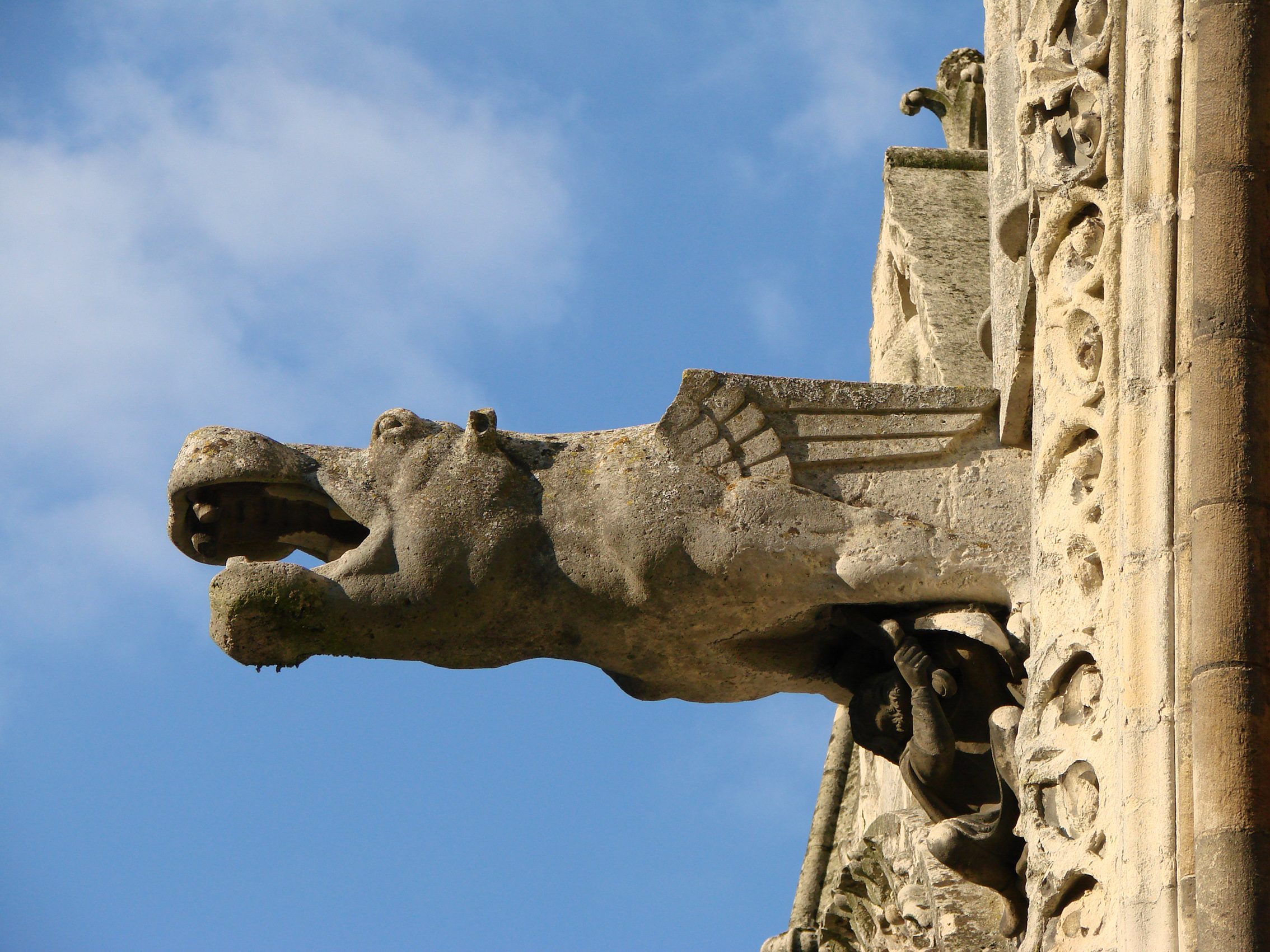
Detail van het nijlpaard
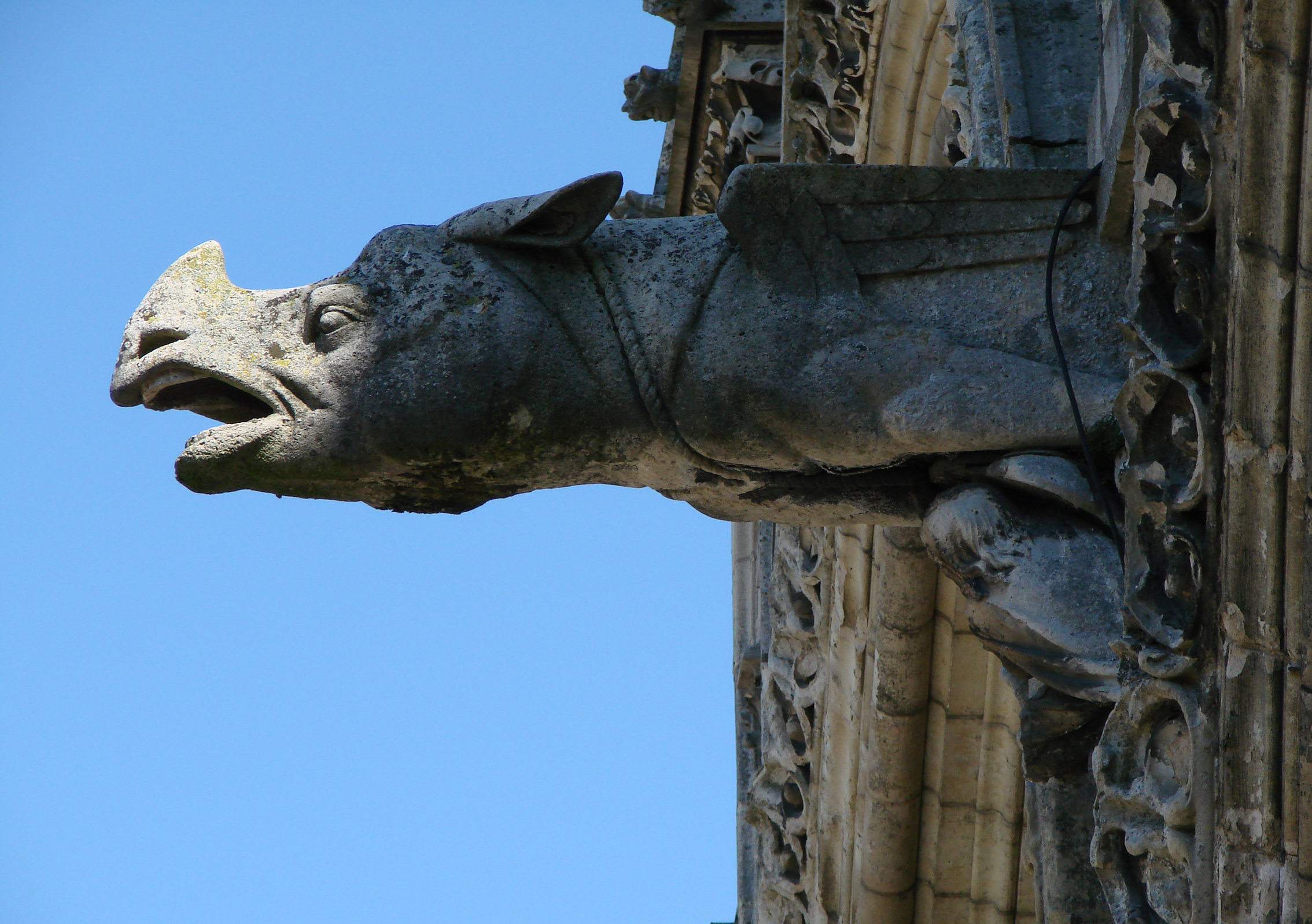
Detail van de neushoorn
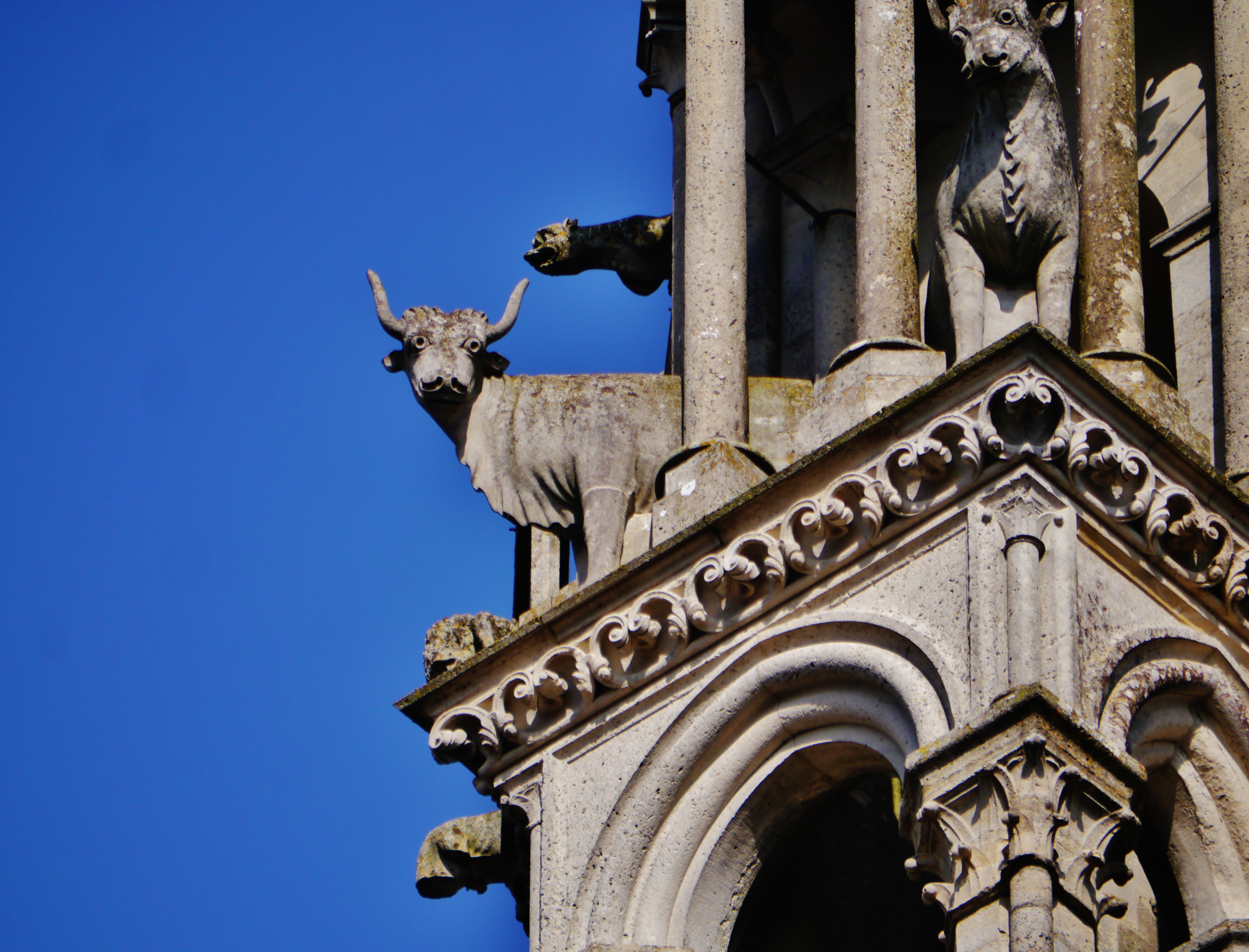
Beeld van een os op ware grootte
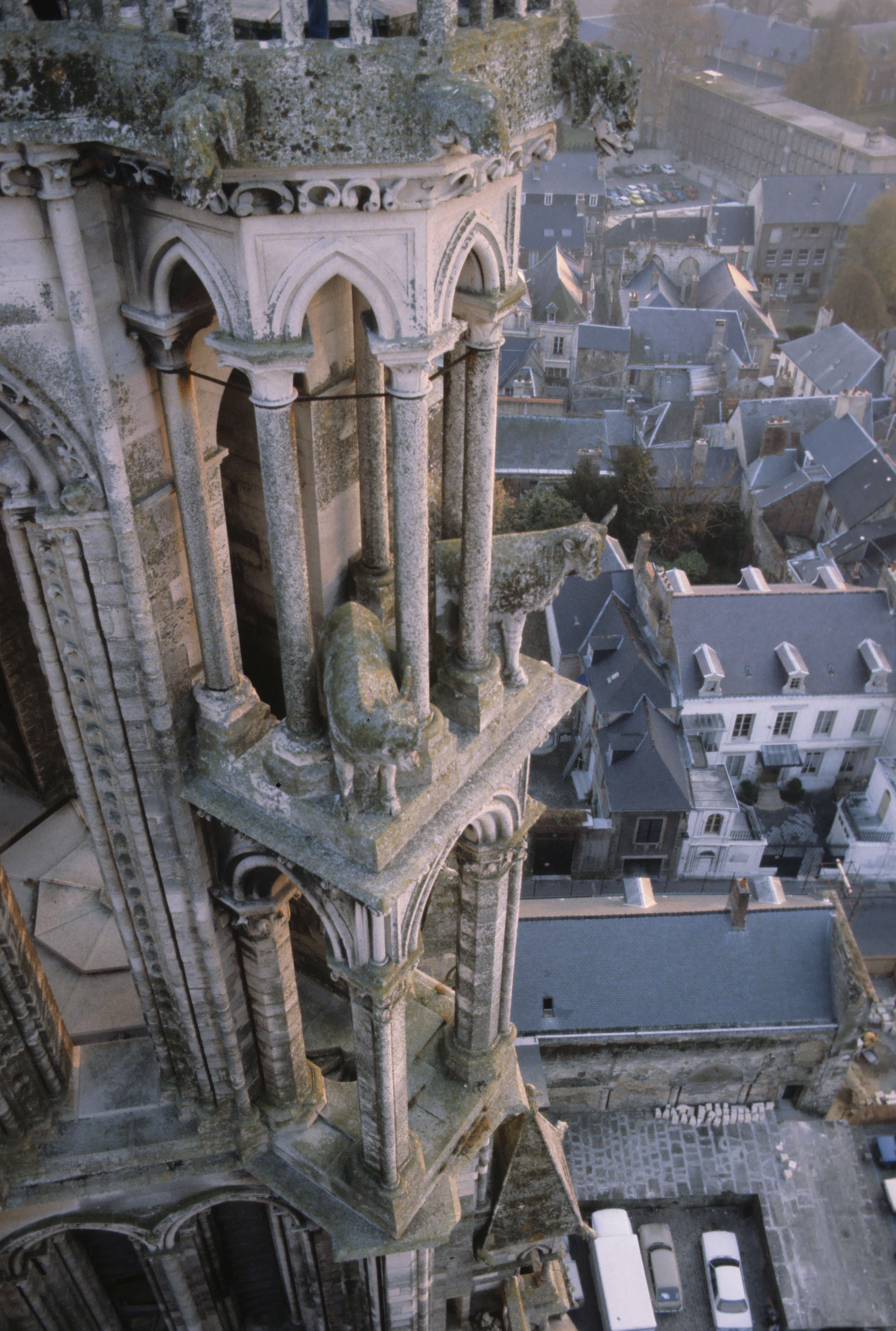
De ossen op de zuidwestelijke toren

Interieur
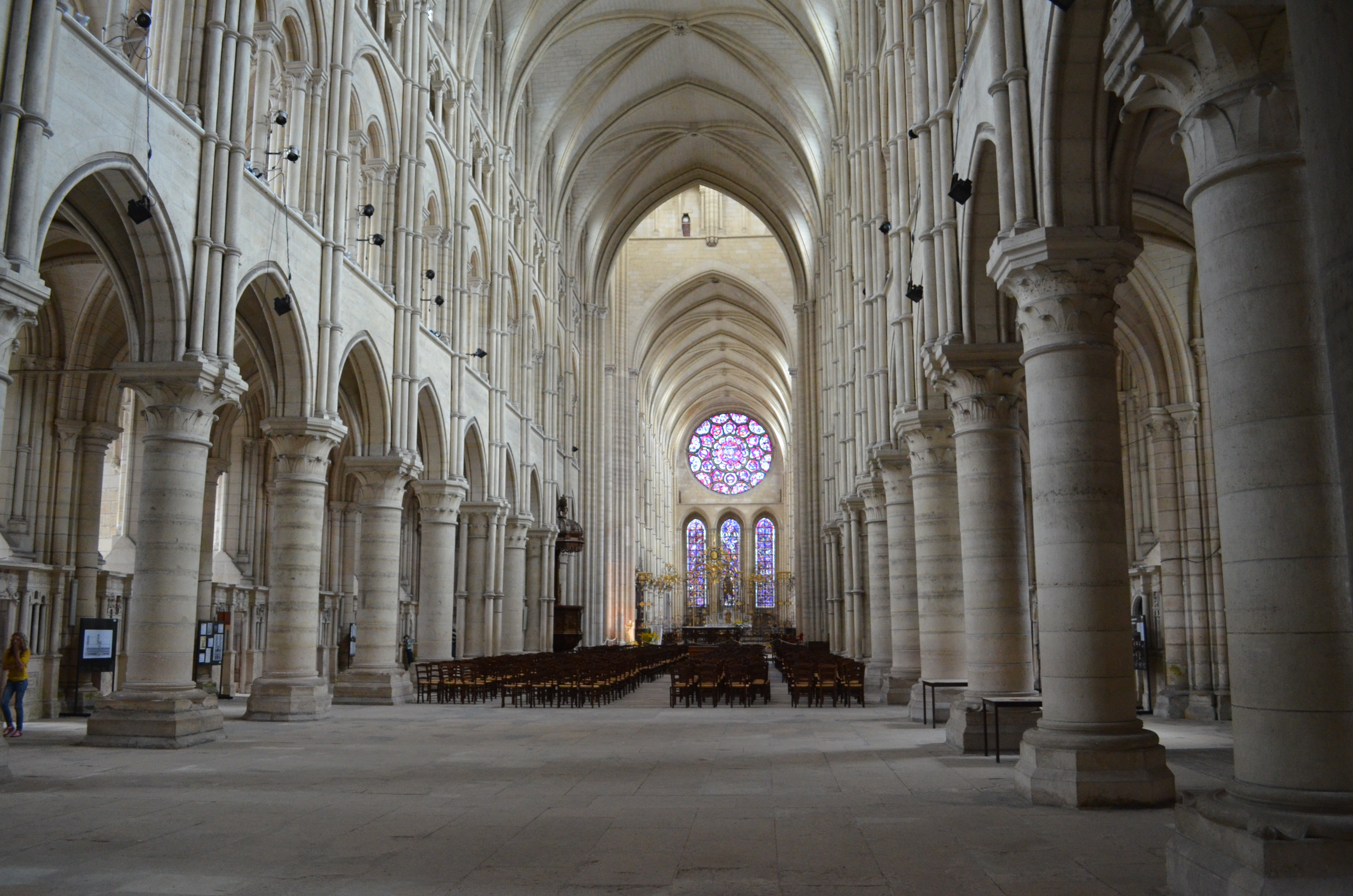
Het schip gezien in de richting van het koor
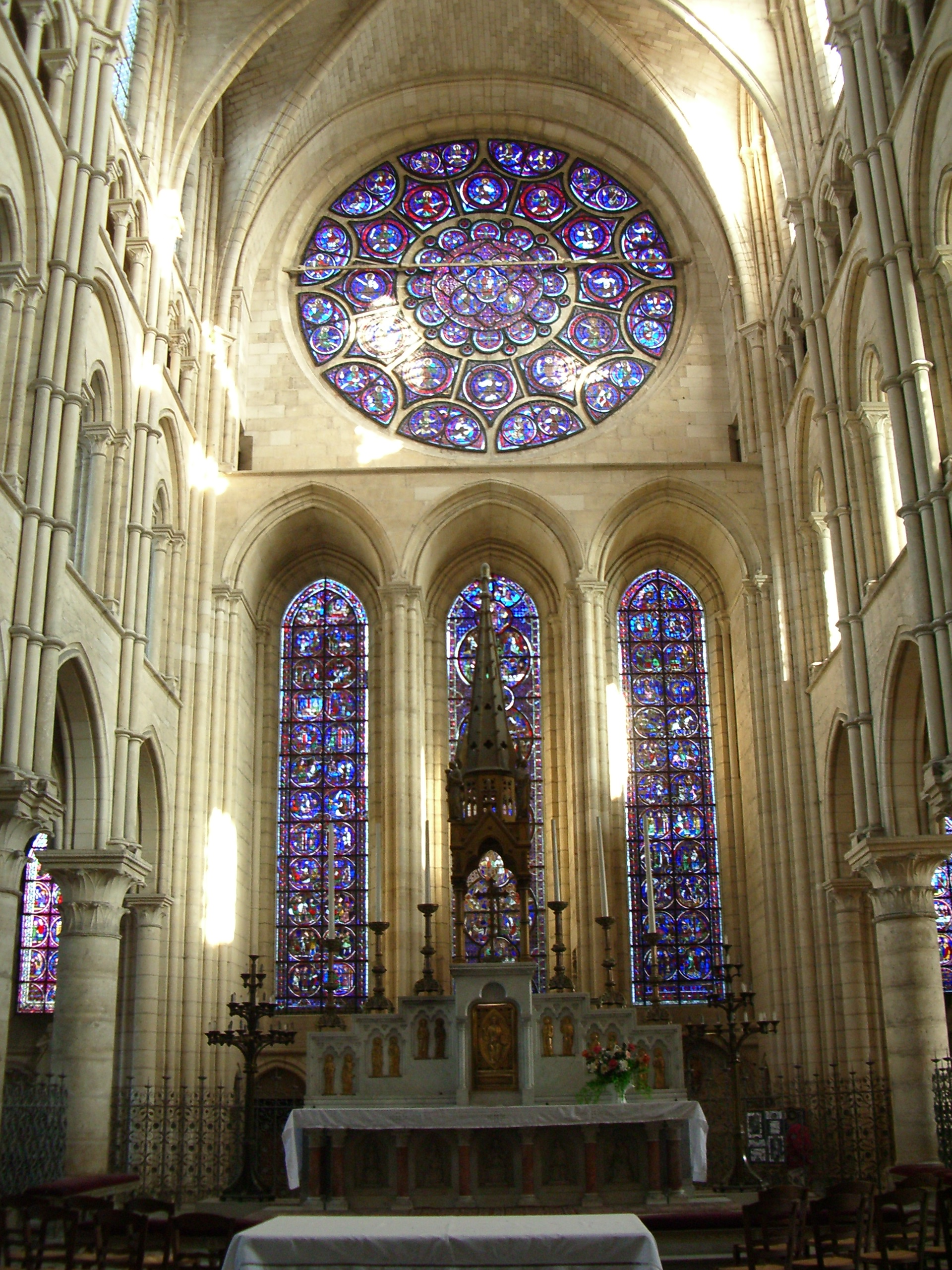
Glas-in-loodramen en hoofdaltaar van de kathedraal
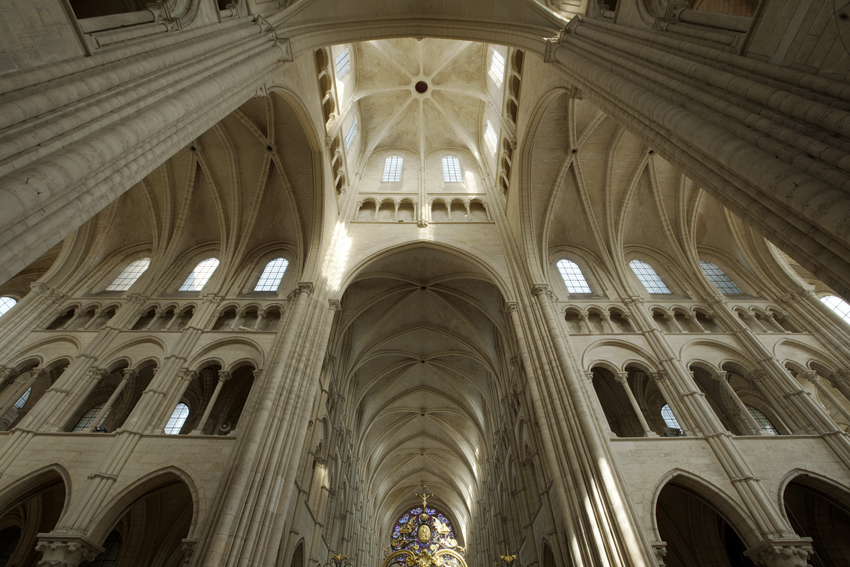
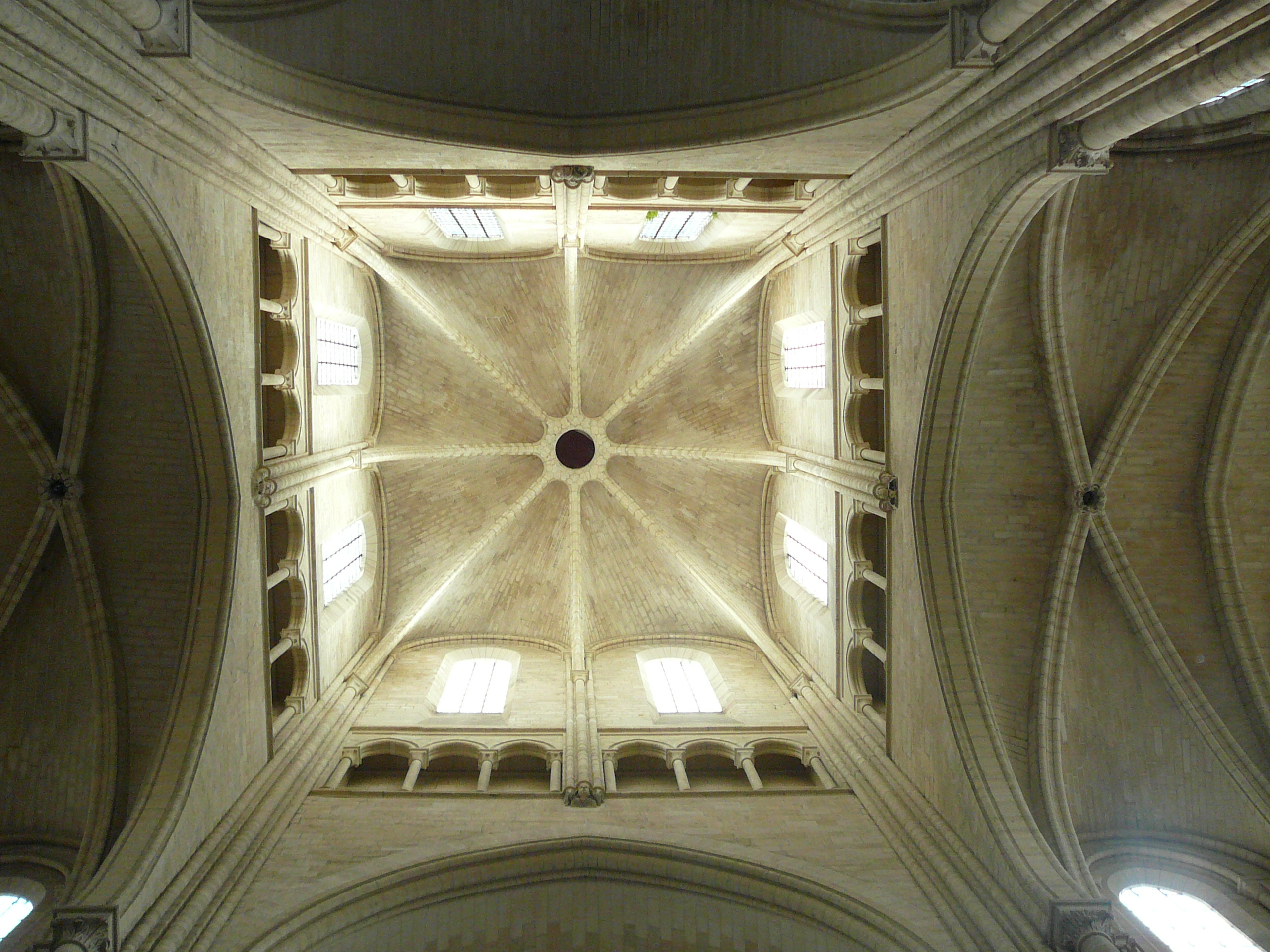
De lantaarn in de vieringstoren
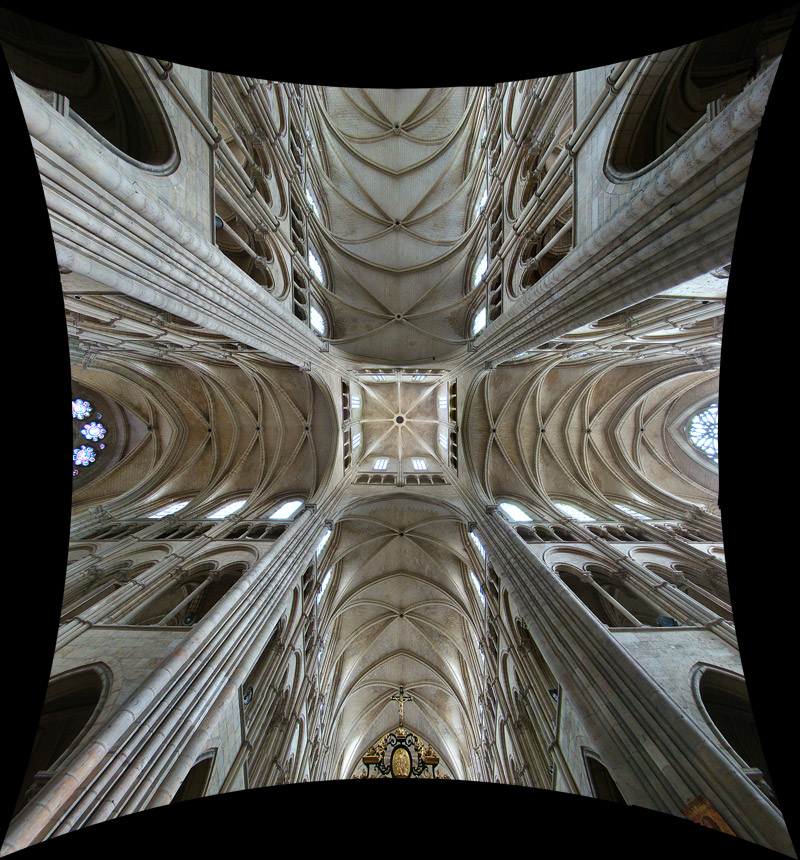
Gewelf van de viering. Onderkant: koor, bovenkant: schip

## Trivia
De Franse posterijen brachten 16 januari 1960 een postzegel met de beeltenis van de kathedraal uit.